# Sulpitia Cesis
Sulpitia Lodovica Cesis (Modena, 1577 – 1619 circa) è stata una compositrice e liutista italiana.

## Biografia
Suo padre era il conte Annibale Cesis che donò 300 monete d'oro per la sua dote quando entrò nel convento degli agostiniani a Modena nel 1593. È stata suora nel convento di San Geminiano a Modena, anche se viene alcune fonti segnalata il Sant'Agostino. La sua unica opera conosciuta è un volume di Motetti spirituali in otto parti, che scrisse nel 1619.

## Aspetti diMotetti spirituali
Alcuni studiosi ritengono che l'opera sia stata composta prima del 1619 tenendo conto del suo stile. È composto da 23 mottetti per 2-12 voci. Il suo lavoro è diverso dalle altre opere scritte in questo momento perché contiene indicazioni per strumenti come corni, tromboni, violini e archivioloni.
Esiste anche una parte di basso, il che è interessante considerando che questa musica è stata scritta per un gruppo di monache di clausura. Una spiegazione può essere il fatto che questa parte era scritta per l'organo o la viola da gamba. Sulpitia Cesis dedica la sua collezione ad un'altra monaca dello stesso nome, Anna Maria Cesis, che visse nel convento di Santa Lucia a Roma. Sia i conventi di Sulpitia Cesis che quelli di Anna Maria Cesis erano ben noti per la loro musica.

## Esempio di lavoro di Sulpitia Cesis
Mary Magdalena et altera Maria
Questa canzone non era intesa come un inno congregazionale ed è un estratto di Matteo 28: 1-7
Traduzione: Maria Maddalena e l'altra Maria / andarono al palazzo del sepolcro.
È Gesù che cerchi. / Egli non è qui; / è risorto come ha detto, e ti precede in Galilea. / Lì lo vedrai.

## Mottetti
I mottetti erano considerati una delle forme più importanti di musica polifonica dal 1220 al 1750. Cominciarono come metodo liturgico ma presto divennero importanti anche nella musica del tardo Medioevo. Il significato di un mottetto ha attraversato molti cambiamenti e significati diversi a seconda del tempo e della posizione, ma ora è definito come: "una composizione polifonica sacra con testo latino, che può avere o meno dell'accompagnamento vocale o strumentale indipendente".
Cesis è menzionata nella Cronaca di Modena di Giovan Battista Spaccini, come compositrice di un mottetto che fu eseguito alle porte di San Geminiano nel 1596 durante una processione religiosa.